# Big Flats (hrabstwo Chemung)
Big Flats – jednostka osadnicza w Stanach Zjednoczonych, w stanie Nowy Jork, w hrabstwie Chemung.